# روني كيلر
روني كيلر هو لاعب هوكي الجليد سويسري، ولد في 6 أكتوبر 1979 في فولكيتسفيل في سويسرا.

## وصلات خارجية
- روني كيلر على موقع EliteProspects.com (الإنجليزية)
- روني كيلر على موقع Eurohockey.com (الإنجليزية)
- روني كيلر على موقع HockeyDB.com (الإنجليزية)